# Каникатини Бани
Каникатѝни Ба̀ни (на италиански: Canicattini Bagni, на сицилиански Janiattini, Яниатини) е град и община в южна Италия, провинция Сиракуза, автономен регион Сицилия. Разположен е на 362 m надморска височина. Населението на града е 7385 души (към 2009 г.).